# Constant Côte
Constant Côte (* 8. Januar oder 8. Juni 1909 oder 1910 in Lyon, Frankreich; † März 1984)  war ein französischer  Karambolagespieler in den klassischen Disziplinen Freie Partie und Cadre.

## Biografie
Obwohl Côte während seiner Karriere 15 Podestplätze bei Weltmeisterschaften bestieg, ist sehr wenig bekannt über ihn. Seine Geburtsdaten werden den verschiedenen Quellen nach sowohl im Monat als auch im Jahr mit je zwei unterschiedlichen Daten angegeben, auch sein genauer Todestag ist nicht bekannt.
Côte war 1926 und 1927 französischer Jugendmeister, französischer Meister in der Freie Partie 1934, 1936 und 1937; im 
Cadre 45/2 1936, 1937 und 1938; im Cadre 71/2 1934, 1935 und 1937 und im Fünfkampf (Pentathlon) 1938. 1937 wurde Côte Welt- und Europameister im Cadre 45/1 und Weltmeister im Cadre 71/2, 1937 gegen den bis dahin als unschlagbar geltenden Gustave van Belle aus Belgien. Außerdem gewann er 1934, 1936 und 1937 den „Coupe Glorieux“ (Team). Später wurde er unter Roger Contis Anleitung professioneller Spieler.

## Trivia
Constant Côte war verheiratet und hatte mit seiner Frau Marie ein Kind.

## Erfolge
- Französische Freie-Partie-Meisterschaft:  1934, 1936, 1937
- Freie-Partie-Weltmeisterschaft:  1937, 1938
- Cadre-45/1-Weltmeisterschaft:  1937  1936, 1938
- Cadre-45/2-Weltmeisterschaft:  1937, 1938, 1939
- Cadre-71/2-Weltmeisterschaft:  1938  1935, 1936  1934, 1937
- Fünfkampf-Weltmeisterschaft:  1939  1938

Quellen: 